# Тороп Владислав Леонідович
Владислав Леонідович Тороп (рос. Владисла́в Леони́дович То́роп, нар. 7 листопада 2003, Москва, Росія) — російський футболіст, воротар клубу ЦСКА та молодіжної збірної Росії.

## Ігрова кар'єра

### Клубна
Владислав Тороп є вихованцем столичного клубу ЦСКА. У грудні 2019 року підписав з клубом перший професійний контракт до 2022 року. Першу гру за ЦСКА провів у вересні 2021 року у турнірі Кубку Росії. У грудні 2022 року продовжив контракт з клубом до 2026 року.
Через травму Ігоря Акінфєєва 7 травня 2022 року Владислав Тороп вийшов у стартовому складі команди на матч чемпіонату Росії проти «Сочі».

### Збірна
Владислав Тороп з 2018 року виступав за юнацькі збірні Росії.

## Титули і досягнення
- Володар Кубка Росії (2):

ЦСКА: 2022-23, 2024-25
- Володар Суперкубка Росії (1):

ЦСКА: 2025